# Sphenomorphus assatus
Sphenomorphus assatus är en ödleart som beskrevs av  Cope 1864. Sphenomorphus assatus ingår i släktet Sphenomorphus och familjen skinkar.

## Underarter
Arten delas in i följande underarter:
- S. a. assatus
- S. a. taylori